# Erich Kobler
Erich Kobler (fl. XX secolo) è stato un regista, montatore e sceneggiatore tedesco attivo fra il 1936 ed 1957.

## Biografia
Kobler iniziò la sua attività nel settore della cinematografia fra gli anni 1930 e 1940, prima come montatore e poi come aiuto regista, nel film Frau Sylvelin (1938). Dalla fine degli anni 1940 a quasi tutti gli anni 1950 diresse una serie di film fra i quali si ricordano Krach im Hinterhaus (1949), Nach Regen scheint Sonne (1949), Die Heinzelmännchen  (1956) e Rübezahl – Herr der Berge (1957) per i quali scrisse anche la sceneggiatura. Soltanto come regista realizzò Schneewittchen (1955) e Schneeweißchen und Rosenrot (1955).

## Filmografia

### Regista
- Krach im Hinterhaus (1949)
- 1949: Nach Regen scheint Sonne (regia e sceneggiatura)
- Una parigina a Roma (1954)
- 1955: Schneeweißchen und Rosenrot (regia)
- 1955: Schneewittchen (regia)
- 1956: Die Heinzelmännchen (regia e sceneggiatura)
- 1957: Rübezahl – Herr der Berge (regia e sceneggiatura)

### Assistente regista
- Dietro il sipario (Der Vorhang fällt), regia di Georg Jacoby (1939)

### Montatore
- Un jour viendra
- Il concerto di corte (Das Hofkonzert), regia di Detlef Sierck (Douglas Sirk) (1936)
- Wenn Frauen schweigen
- Un'ora di felicità (Frau Sylvelin), regia di Herbert Maisch (1938)
- Grossalarm
- Gastspiel im Paradies
- Tredici donne a Riva Paradiso (Frauen für Golden Hill), regia di Erich Waschneck (1938)
- Dietro il sipario (Der Vorhang fällt), regia di Georg Jacoby (1939)
- In letzter Minute
- Kora Terry
- Frauen sind doch bessere Diplomaten
- Anschlag auf Baku
- Germanin - Die Geschichte einer kolonialen Tat
- La donna che ho sognato (Die Frau meiner Träume), regia di Georg Jacoby (1944)